# Zofia Morawska

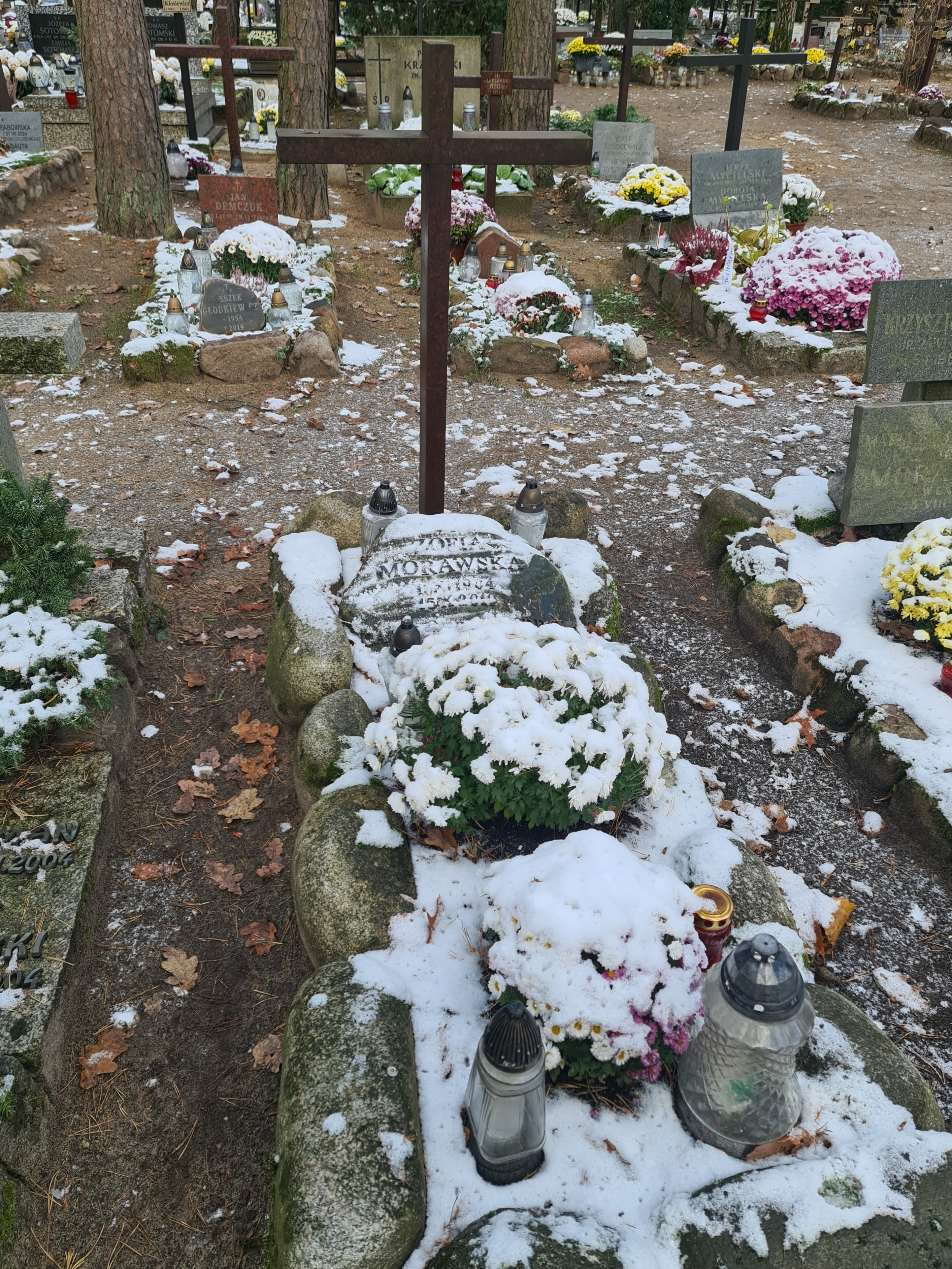
Grób Zofii Morawskiej na cmentarzu leśnym w Laskach

Zofia Stanisława Morawska herbu własnego (ur. 13 listopada 1904 w Turwi, zm. 15 października 2010 w Laskach) – polska działaczka społeczna, wieloletnia administratorka w Towarzystwie Opieki nad Ociemniałymi w Laskach (Gmina Izabelin). Dama Orderu Orła Białego.

## Życiorys

### Młodość
Córka Kazimierza Morawskiego, ukończyła gimnazjum sióstr urszulanek w Krakowie, gdzie uzyskała maturę. Po studiach pedagogicznych na Uniwersytecie Jagiellońskim podjęła pracę jako nauczycielka w szkole sióstr prezentek. Po śmierci ojca w 1925 razem z matką przeprowadziła się do Warszawy.
Od 1930 związana z Towarzystwem Opieki nad Ociemniałymi w Laskach, organizatorka warsztatów, świetlic, opieki indywidualnej, pośrednictwa pracy i opieki lekarskiej, zajmowała się także finansami Towarzystwa, pozyskując przez lata środki i wielu sponsorów.

### Koniec pracy zawodowej
Pracę zawodową w Laskach zakończyła w sto trzecim roku życia.
13 listopada 2009 obchodziła 105. rocznicę urodzin – z tej okazji w kaplicy w Laskach odbyła się msza święta (listy okolicznościowe nadesłali: ks. abp Kazimierz Nycz i ks. Adam Boniecki).

### Odznaczenia, wyróżnienia
Za swoją działalność została jako pierwsza Polka w historii orderu odznaczona Orderem Orła Białego przez prezydenta Lecha Wałęsę, a także uhonorowana nagrodą im. Alberta Schweitzera oraz nagrodą Fundacji Episkopatu Polski „Dzieło Nowego Tysiąclecia TOTUS” 2004; w 2004 nadano jej tytuł „Izabelińczyka Roku”. W 2006 została odznaczona Orderem Gwiazdy Solidarności Włoskiej III Klasy.

### Film dokumentalny
W 2004 r. powstał o niej film dokumentalny pt. Pani Zofia w Laskach (realizacja i scenariusz: Jadwiga Nowakowska).
Mieszkała na terenie Zakładu dla Niewidomych w Laskach.

## Wywód przodków
| 4. Kajetan Morawski    |  |                         |  |  |                   |
|                        |  | 2. Kazimierz Morawski   |  |  |                   |
| 5. Józefa z Łempickich |  |                         |  |  |                   |
|                        |  |                         |  |  | 1. Zofia Morawska |
| 6. Tadeusz Chłapowski  |  |                         |  |  |                   |
|                        |  | 3. Maria z Chłapowskich |  |  |                   |
| 7. Róża z Jezierskich  |  |                         |  |  |                   |
|                        |  |                         |  |  |                   |